# Centerville (Minnesota)
Centerville es una ciudad ubicada en el condado de Anoka en el estado estadounidense de Minnesota. En el Censo de 2010 tenía una población de 3792 habitantes y una densidad poblacional de 608,27 personas por km².

## Geografía
Centerville se encuentra ubicada en las coordenadas 45°9′49″N 93°3′16″O / 45.16361, -93.05444. Según la Oficina del Censo de los Estados Unidos, Centerville tiene una superficie total de 6.23 km², de la cual 5.51 km² corresponden a tierra firme y (11.63%) 0.73 km² es agua.

## Demografía
Según el censo de 2010, había 3792 personas residiendo en Centerville. La densidad de población era de 608,27 hab./km². De los 3792 habitantes, Centerville estaba compuesto por el 94.33% blancos, el 0.29% eran afroamericanos, el 0.4% eran amerindios, el 2.74% eran asiáticos, el 0% eran isleños del Pacífico, el 0.42% eran de otras razas y el 1.82% pertenecían a dos o más razas. Del total de la población el 1.61% eran hispanos o latinos de cualquier raza.